# 張昱
張昱（1988年5月12日—），中國大陸配音演員。

## 生平
畢業於北京化工大學及上海交通大學，現隸屬「Spring Media」。因興趣參與了配音培訓學習，並在研究生畢業後從事配音工作至今。

## 軼事
- 因為喜歡電視機裡的聲音，張昱在讀研究生的時候參與了「清泉配音工作室（Spring Media）」的培訓，並在畢業後入行成為一名配音演員。[1]
- 張昱收藏著一張蔡卓妍親筆寫的感謝張昱為其配音的紙條。[2]
- 張昱在被美國暴雪選中參與《鬥陣特攻》角色聲音錄製時，周美靈這一角色仍在創作階段，沒有人物形象。張昱作為周美靈的聲音演繹者，參與了這個角色的創作，而周美靈這個角色也成為了張昱的代表作。[3]
- 張昱在為《鬥陣特攻》周美靈錄製一條名為「SORRY SORRY SORRY SORRY」的語音時因連番失誤向現場及正在連線的工作人員道歉，而這几句道歉被錄下並成為了這條語音的正式版本。[1][3]

## 出演作品

### 影視
- 《我老婆唔夠秤II：我老公唔生性》馬淑玲（蔡卓妍）
- 《白蛇傳說》青蛇（蔡卓妍）
- 《翡翠明珠》嫣公主（蔡卓妍）
- 《西遊·降魔篇》小師妹（唐藝昕）
- 《不二神探》劉金水（劉詩詩）
- 《懸賞》孫朗清（薛凱琪）
- 《忠烈楊家將》楊排風（李倩）
- 《婚前試愛》智多星妹妹（陳嘉寶）
- 《警界線》丁小海（唐寧）
- 《導火新聞線》麥曉欣（楊淇）
- 《婚前試愛》智多星妹妹（陳嘉寶）
- 《女神降臨》：任朱靜
- 《大叔與貓》：佐藤もみじ
- 《甜蜜的秘密》：韓雅凜
- 《秘密花園》：佐藤もみじ
- 《告白》：森口悠子
- 《美少女戰士》：愛野美奈子
- 《Fate：魔法俏佳人傳奇》：絲黛娜
- 《絕對戀愛命令》：水野麻美
- 《奈奈與薰的SM日記》：睦月 由香里

### 動畫
- 《麥兜·我和我媽媽》阿輝
- 《飛機總動員》雲燕飛
- 《口水封神》哪吒
- 《納米核心》冰糖心
- 《凹凸世界》安莉潔
- 《飞天小女警2016》毛毛
- 《若葉女孩》小橋若葉
- 《猫妖的诱惑》方霄
- 《女神降臨》任朱靜
- 《潘朵拉之心》夏蘿·蘭茲華斯
- 《神奇寶貝XY》小堇

### 遊戲
- 《魔獸世界》熊猫人麗麗（中國大陸版）
- 《暴雪英霸》麗麗·風暴烈酒（中國大陸版）
- 《爐石戰記》奥蕾莉亞·風行者（中國大陸版）
- 《鬥陣特攻》（英語原版、中國大陸版）、（中國大陸版）
- 《健身环大冒险》（中文配音导演）[4]
- 《戰雙帕彌什》莉莉絲
- 《明日方舟》PhonoR-0
- 《白荊迴廊》焰響、嵐嵐
- 《原神》夜神
- 《鳴潮》鑒心
- 《少女前線2：追放》妮基塔
- 《絕區零》儀玄

## 外部連結
- （中文）昱头Yolanda的新浪微博
- （英文）Elise Zhang的X（前Twitter）